# Huang Zongxi
Dans ce nom chinois, le nom de famille, Huang, précède le nom personnel.
Huang Zongxi (chinois traditionnel : 黃宗羲; chinois simplifié : 黃宗羲; pinyin : Huáng Zōngxī, prénom social Taichong (太冲), (né le 24 septembre 1610 à Yuyao, dans la province du Zhejiang et mort le 12 août 1695 ) est un théoricien politique chinois, philosophe et soldat pendant la fin de la dynastie Ming et le début de la dynastie Qing.

## Biographie
Huang est natif de Yuyao dans la province Zhejiang. Il est le fils de Huang Zunsu, un fonctionnaire de la cour de justice Ming et un adhérent au Mouvement Donglin. Il est mort en  prison pour s'être opposé au puissant eunuque Wei Zhongxian.
Huang Zongxi est diplômé en 1623 à l'âge de 14 ans et la même année, il suit son père à Pékin, où celui-ci travaille comme censeur. La lutte entre le Mouvement Donglin et les eunuches atteignait un point culminant pendant cette période et par conséquent son père a été écarté de l'administration en 1625 et les deux retournèrent dans le Zhejiang. Peu après, Huang Zongxi épouse Ye Baolin. Quand Huang Zunsu est parti en détention à Pékin en 1626, il a présenté son fils à Liu Zongzhou, un philosophe de l'école Wang Yangming. Huang Zongxi est alors devenu un disciple de Liu et un partisan de l'école Wang Yangming.
Huang Zunsu fut exécuté en 1626. En 1630, révolté par l'injuste exécution de son père, il devient à Nankin membre du groupe politico-littéraire Fushe (Société du renouveau) et entreprend, selon le vœu paternel, une étude détaillée de l'histoire des Ming. En 1633, Huang écrit le Shilu, ou "les Dossiers Véritables" qui relate les treize premiers règnes de la Dynastie Ming.
Ses engagements littéraires et révolutionnaires trouvent avec la chute de Nankin en 1645 leur réalisation, mais aussi leur achèvement. Après une brillante opposition à la poussée mandchoue, la vie de sa famille se trouvant menacée, il décide d'abandonner ses activités politiques et, dès 1649, s'adonne entièrement à l'étude. Au cours des trente dernières années de sa vie, il rénove l'Académie Zhengren shuyuan à Shaoxing, visite, en 1673, la bibliothèque de la famille Fan (en) et, en 1683, celle de Xu Qianxue ; il fonde l'École orientale du Zhejiang, dont le principe repose sur la compréhension de la pensée philosophique par l'analyse méticuleuse des faits historiques : c'est dans cet esprit qu'il rédige des traités sur le confucianisme à l'époque des Ming (Mingru xue'an), des Song et des Yuan (Songyuan xue'an). Il meurt en 1695, à l'âge de 84 ans.
Huang fut remarquable pour être un des premiers Néo-confucianistes à insister sur le besoin de la loi constitutionnelle. Il a aussi ouvertement recommandé aux ministres de critiquer ouvertement leur empereur et que les dirigeants ont une responsabilité devant leur pays.

## Œuvres majeures

### L'attente pour l'Aube
L'attente pour l'Aube (Mingyi daifangluen chinois traditionnel : 明夷待訪錄) était un résumé d'idées de réformes politiques qui avait été avancé par des érudits différents depuis le règne de Wanli (1573-1619). La partie politique commence par une condamnation des lois autocratiques intéressées et déclare que le monde devrait appartenir au peuple. La troisième et cinquième section du travail, "Sur les Lois" et "les Écoles", respectivement, sont particulièrement réputés. Dans celles-là, Huang déclare que toutes les lois et les corps du contrôle devraient être une excroissance de besoins locaux, non imposés par les chefs avec un agenda politique. À la fin, il recommande d'utiliser le système d'éducation comme un forum officieux pour l'opinion instruite sur les affaires publiques. Dans les sixième et septième sections du travail, "le Choix des Bons Hommes", Huang étale ses idées pour la réforme du système d'examens impériaux. Dans les dernières sections, il discute de la distribution équitable des terres, de la division entre les civils et les militaires, de la réforme sociale et du problème du pouvoir de l'Eunuque pendant la dynastie Ming.

### Mingru Xue'an
Le Mingru Xue'an (明儒學案) est une enquête systématique de toutes les écoles importantes de pensée de la Dynastie Ming. Huang a exploré leur interconnexion et leur répartition géographique et a d'un œil critique évalué la vie et les enseignements des hommes importants de chaque école. Il est traditionnellement considéré comme la première grande histoire de philosophie chinoise. Le travail a été plus tard loué par Liang Qichao comme une nouvelle sorte d'historiographie. Au moment de sa mort, Huang Zongxi avait commencé un ouvrage sur les dynasties Song et Yuan.